# Gauliga Hessen 1939/40
Die Gauliga Hessen 1939/40 war die siebte Spielzeit der Gauliga Hessen (ab 1939 offiziell: „Bereichsklasse Hessen“) im Fußball. Bedingt durch den Ausbruch des Zweiten Weltkrieges am 1. September 1939 wurde der Saisonbeginn zunächst ausgesetzt, örtlich, beispielsweise in Kassel und Hanau, wurden lokale Übergangsrunden gespielt. Am 10. Dezember wurde doch noch eine Gaumeisterschaft gestartet, wobei die Liga in zwei Staffeln zu je sechs Mannschaften aufgeteilt wurde, so dass auch die Vorjahresabsteiger Sport Kassel und KEWA Wachenbuchen teilnehmen durften. Der Vorjahres-Sechste VfB Friedberg hingegen zog seine Teilnahme noch vor Rundenbeginn zurück, für ihn rückte TuRa Kassel nach. Mit den Staffelsiegern CSC 03 und Hanau 93 standen sich schließlich in den Endspielen um die Gaumeisterschaft zwei Mannschaften gegenüber, die den Titel zuvor schon mehrfach gewonnen hatten. Bereits nach dem 7:2 im Hinspiel schien die Meisterschaft für Titelverteidiger CSC 03 Kassel festzustehen, die 93er kämpften sich im Rückspiel aber noch einmal heran und waren nach einem 5:1-Erfolg nur um ein Tor unterlegen. In der sich anschließenden Endrunde um die deutsche Meisterschaft scheiterte der CSC 03 bereits in der Gruppenphase. Die beiden Letzten der Staffeln Nord und Süd, TuRa Kassel und KEWA Wachenbuchen, mussten absteigen, darüber hinaus zog die SG Hessen Hersfeld zur Runde 1940/41 seine Gauliga-Mannschaft zurück. Als Aufsteiger rückten Hermannia Kassel (Nord) und die SpVgg 1910 Langenselbold (Süd) nach.

## Gruppe Nord
| Pl. | Verein                          | Sp. | S | U | N | Tore    | Quote | Punkte |
| --- | ------------------------------- | --- | - | - | - | ------- | ----- | ------ |
| 1.  | CSC 03 Kassel (M)               | 10  | 8 | 2 | 0 | 046:500 | 9,20  | 18:20  |
| 2.  | SV 06 Kassel-Rothenditmold      | 10  | 5 | 3 | 2 | 026:170 | 1,53  | 13:70  |
| 3.  | 1. BC Sport Kassel              | 10  | 6 | 0 | 4 | 032:290 | 1,10  | 12:80  |
| 4.  | Reichsbahn SG Hessen Hersfeld A | 10  | 4 | 1 | 5 | 022:230 | 0,96  | 09:11  |
| 5.  | SV Kurhessen Kassel             | 10  | 1 | 3 | 6 | 010:220 | 0,45  | 05:15  |
| 6.  | VfL TuRa Kassel (N)             | 10  | 1 | 1 | 8 | 012:520 | 0,23  | 03:17  |

| (M) | Titelverteidiger               |
| (N) | Aufsteiger aus der Bezirksliga |

## Gruppe Süd
| Pl. | Verein                      | Sp. | S | U | N | Tore    | Quote | Punkte |
| --- | --------------------------- | --- | - | - | - | ------- | ----- | ------ |
| 1.  | 1. FC Hanau 93              | 10  | 8 | 1 | 1 | 044:110 | 4,00  | 17:30  |
| 2.  | VfB 06 Großauheim           | 10  | 8 | 1 | 1 | 024:140 | 1,71  | 17:30  |
| 3.  | 1. SV Borussia 04 Fulda (N) | 10  | 5 | 2 | 3 | 033:230 | 1,43  | 12:80  |
| 4.  | TSV 1860 Hanau (N)          | 10  | 2 | 3 | 5 | 021:350 | 0,60  | 07:13  |
| 5.  | BSG Dunlop SV Hanau         | 10  | 1 | 3 | 6 | 018:300 | 0,60  | 05:15  |
| 6.  | KEWA Wachenbuchen           | 10  | 0 | 2 | 8 | 011:380 | 0,29  | 02:18  |

| (N) | Aufsteiger aus der Bezirksliga |

## Endspiele um die Gaumeisterschaft
| Datum             |                                    | Gesamt |                                    | Hinspiel | Rückspiel |
| ----------------- | ---------------------------------- | ------ | ---------------------------------- | -------- | --------- |
| 24./31. März 1939 | CSC 03 Kassel (Sieger Gruppe Nord) | 8:7    | 1. FC Hanau 93 (Sieger Gruppe Süd) | 7:2      | 1:5       |

## Aufstiegsspiele
|                          | Gesamt |                               | Hinspiel | Rückspiel |
| ------------------------ | ------ | ----------------------------- | -------- | --------- |
| Hermannia Kassel         | 4:2    | SV Petersberg                 | 2:2      | 2:0       |
| SpVgg 1910 Langenselbold | 4:2    | Teutonia Watzenborn-Steinberg | 4:1      | 0:1       |